# Ruckle Park
Ruckle Park är en park i Kanada.   Den ligger i Capital Regional District och provinsen British Columbia, i den sydvästra delen av landet, 3 600 km väster om huvudstaden Ottawa. Ruckle Park ligger 67 meter över havet. Den ligger på ön Saltspring Island.
Terrängen runt Ruckle Park är platt åt sydost, men åt nordväst är den kuperad. Havet är nära Ruckle Park österut. Närmaste större samhälle är North Saanich, 12,9 km söder om Ruckle Park. 